# Ernst-Thälmann-Straße (Weimar)

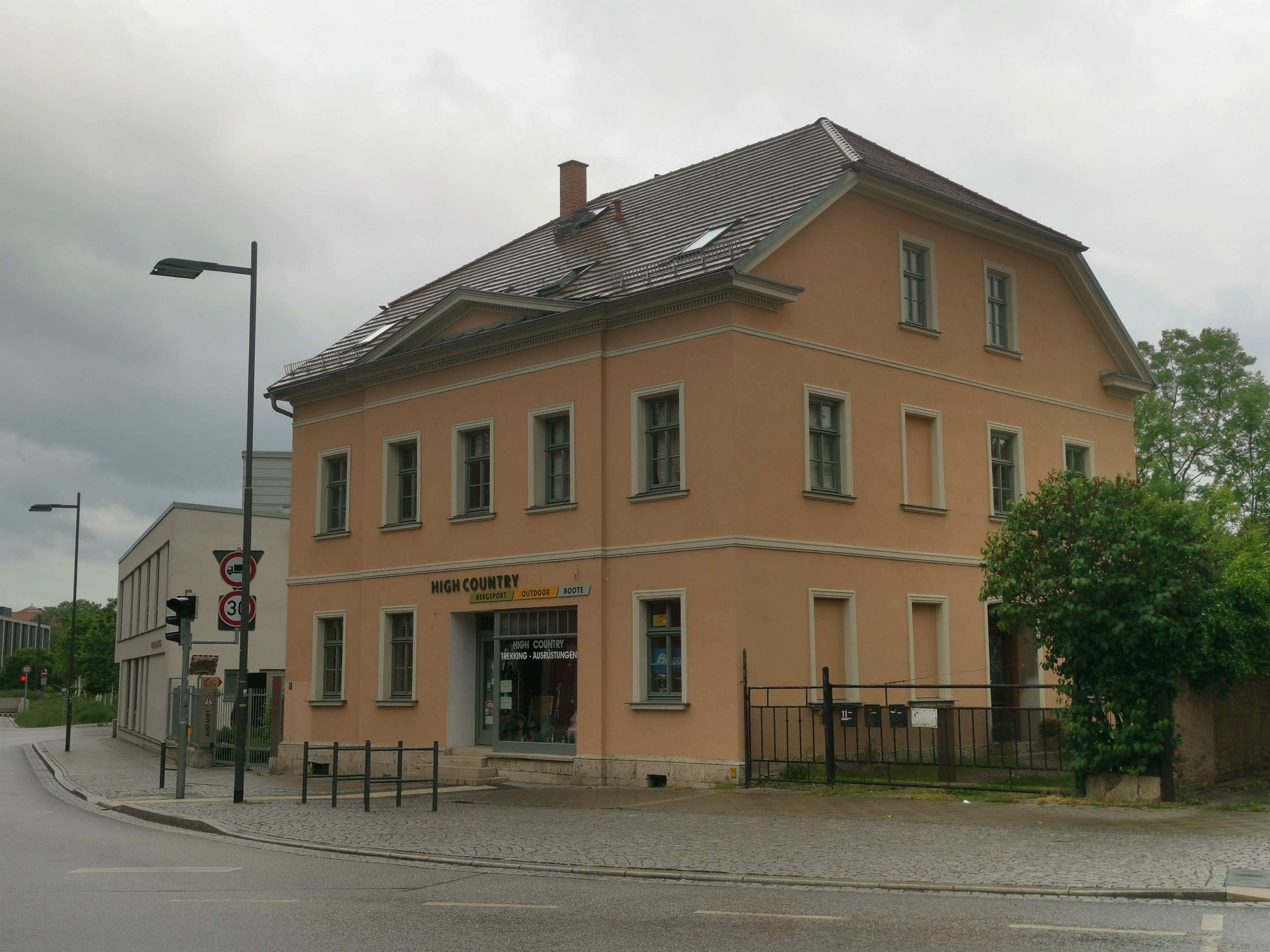
Ernst-Thälmann-Straße 11

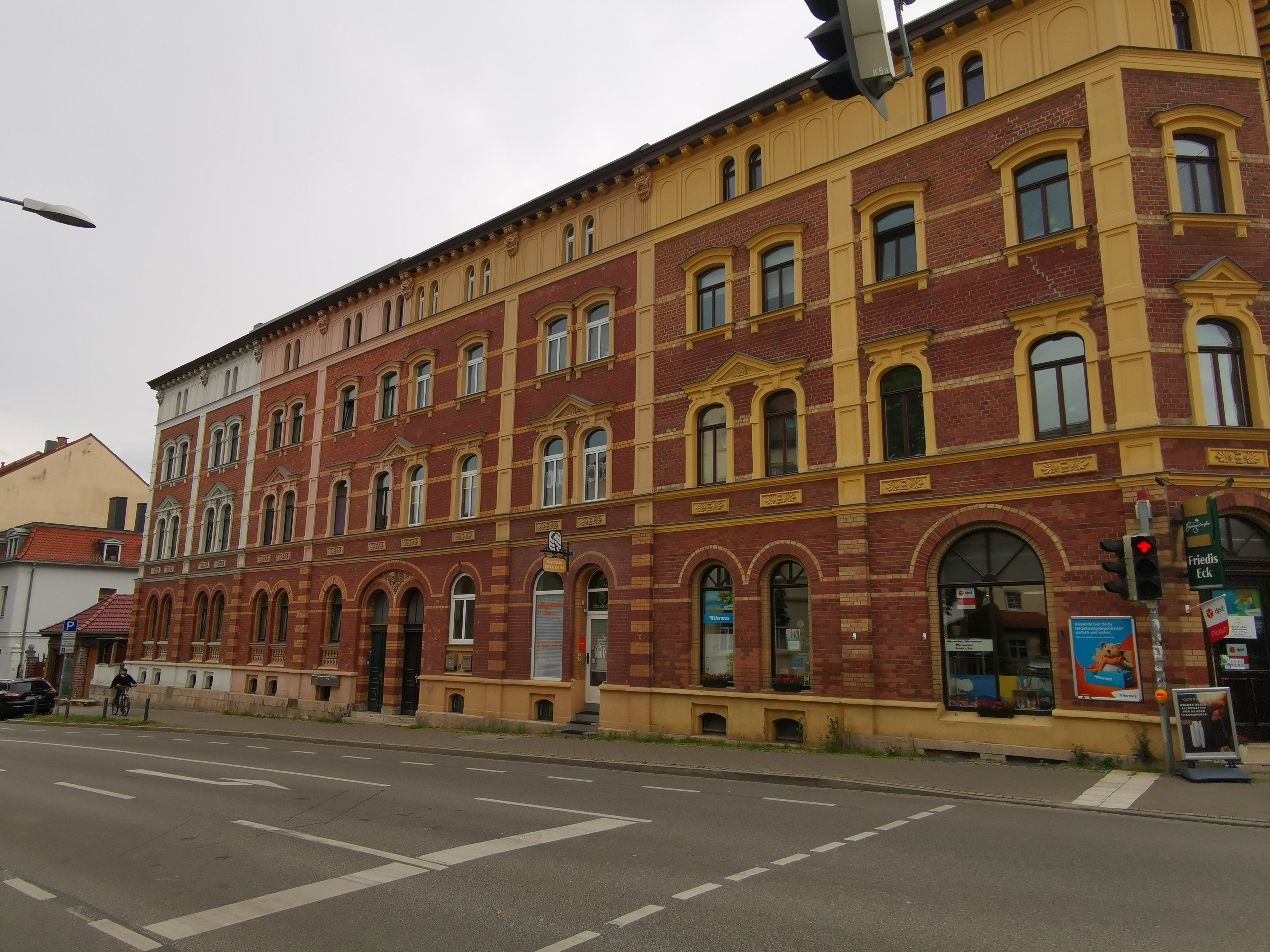
Ernst-Thälmann-Straße 31–35/Röhrstraße 1

Die Ernst-Thälmann-Straße in der Weimarer Nordvorstadt stellt die Verbindung Weimars in Richtung Norden her. Dies geschieht zusammen mit der Ettersburger Straße auf der westlichen Seite der Schopenhauerstraße und der Friedrich-Ebert-Straße und der Buttelstedter Straße auf der östlichen Seite der Schopenhauerstraße. Die Straße ist nach dem im KZ Buchenwald 1944 ermordeten Führer der KPD Ernst Thälmann benannt. Sie ist eine Anliegerstraße. 
Die Thälmannstraße hieß 1857 Bahnhofstraße, 1935 Ludendorfstraße und 1890 Ettersburger Straße.

## Verlauf und Beschreibung
Sie beginnt am Rathenauplatz, geht in einem Zweig am ehemaligen Gauforum vorbei bis zur bis zum Stéphane-Hessel-Platz am Bauhaus-Museum. Sie endet an der Schopenhauerstraße, wo sie als Ettersburger Straße weiter nach Norden verläuft. Zuvor nimmt sie noch die Fuldaer Straße auf, die zum Weimarer Ringstraßensystem gehört. Sie wird auch von der Meyerstraße und der Carl-von-Ossietzky-Straße bzw. der Röhrstraße gekreuzt.
Denkmalgeschützte Gebäude gemäß der Liste der Kulturdenkmale in Weimar (Einzeldenkmale) sind das Wohnhaus Ernst-Thälmann-Straße 11 und das Wohn- und Geschäftshaus Ernst-Thälmann-Straße 31/33/35/Röhrstraße 1.
Am Gebäude der Justizvollzugsanstalt wird der Opfer des Stalinismus gedacht. Die Inschrift lautet:
DEN UNSCHULDIGEN
OPFERN
DES STALINISTISCHEN TERRORS
In der Denkmalschutzliste für Einzeldenkmale ist allerdings hierfür die Carl-von Ossietzky-Straße 60 angegeben.
In der Ernst-Thälmann-Straße 9 befindet sich die Neuapostolische Kirche.